# Métropole du Grand Paris
Métropole du Grand Paris je meziměstské společenství typu métropole v regionu Île-de-France. Métropole zahrnuje město Paříž, obce tří okolních departementů a sedm měst vzdálenějších departementů. 

## Historie
Návrh zákona o modernizaci teritoriální správy, který přijala druhá vláda Jeana-Marca Ayraulta, zpočátku předpokládal jen koordinaci v oblasti bydlení v unité urbaine de Paris. Nicméně tento návrh byl zamítnut již v prvním čtení v Senátu společným hlasováním pravice a komunistů.
Nový návrh na meziměstské společenství předložili socialisté pro území čtyř departementů řízené radou s asi 200 členy (zástupce z každé obce a za každých 30 000 obyvatel další zástupce, pro Paříž maximálně čtvrtina členů rady). S návrhem souhlasila i Anne Hidalgová, která v roce 2014 kandidovala na post pařížského starosty.
Dne 19. července 2013 odhlasovalo Národní shromáždění články 12 a 14 zákona, na jichž základě může od 1. 1. 2016 vzniknout Métropole du Grand Paris s předpokladem, že jeho metropolitní rada bude od roku 2020 volena přímo.
Novela byla schválena Senátem ve druhém čtení 8. října 2013 s poměrem hlasů 156 pro a 147 proti. Národní shromáždění schválilo text i ve druhém čtení 10. prosince 2013. Definitivní text schválily obě komory 19. prosince 2013.
Dne 16. ledna 2014 premiér Jean-Marc Ayrault oznámil, že je nakloněn zrušení tří departementů přiléhajících k Paříži (Hauts-de-Seine, Seine-Saint-Denis a Val-de-Marne), které budou začleněny do Métropole du Grand Paris.
Dne 23. ledna 2014 potvrdila Ústavní rada, že vytvoření Métropole du Grand Paris je v souladu s ústavou.
Prezident Národního shromáždění Claude Bartolone a bývalý předseda generální rady departementu Seine-Saint-Denis oznámil 2. února 2014, že se bude ucházet o místo předsedy métropole a bude kandidovat ve volbách za město Le Pré-Saint-Gervais.

## Vymezení
Métropole du Grand Paris bude veřejné meziměstské společenství s vlastním rozpočtem a zvláštním statutem. Bude zahrnovat 129 obcí – 124 obce se stanou automaticky řádnými členy a pět obcí bude mít opční právo.
124 řádných členů tvoří město Paříž a 123 obcí ze sousedních departementů Hauts-de-Seine, Seine-Saint-Denis a Val-de-Marne.
Členové s opčním právem jsou obce z ostatních departementů v regionu Île-de-France, které k 31. prosinci 2014 patřily do některého z mezikomunálních svazků tvořených obcemi z departementů Hauts-de-Seine, Seine-Saint-Denis a Val-de-Marne a zároveň jejich městská rada do 30. září 2014 odsouhlasila připojení k métrople. Jedná se o čtyři obce Wissous, Verrières-le-Buisson a Varennes-Jarcy v departementu Essonne a Vélizy-Villacoublay v departementu Yvelines.
Opční právo získalo rovněž všech 42 obcí sousedících s departementy Hauts-de-Seine, Seine-Saint-Denis nebo Val-de-Marne, pokud připojení odsouhlasila městská rada do 30. září 2014. Z nich však práva využily v daném termínu jen dvě obce – Argenteuil (Val-d'Oise) a Paray-Vieille-Poste (Essonne). Čtyři další obce se usnesly o připojení až po termínu 30. září 2014: Athis-Mons (Essonne), Vigneux-sur-Seine (Essonne), Chelles (Seine-et-Marne) a Verrières-le-Buisson (Essonne). Jejich připojení bude možné pouze po novelizaci zákona. Se započtením opčních obcí bude métropole zahrnovat 6 806 689 obyvatel (k roku 2011), 785,76 km2 (tj. 8663 obyvatel/km2) a 348 radních.

## Pravomoci
Článek L5219-1 zákona o teritoriální správě určuje, které kompetence métropole přebírá od obcí, které tak svoji vlastní rozhodovací moc v této oblasti ztrácejí. Jedná se zejména o městské plánování, rozvoj veřejné infrastruktury a telekomunikačních sítí, bytová politika (sociální bydlení, renovace, místa určená pro kočovné obyvatele), sociální a ekonomická integrace, prevence zločinnosti, vznik a správa průmyslových, obchodních, živnostenských, turistických, přístavních nebo letištních zón, ekonomický rozvoj, výstavba a provoz kulturních, výchovných a sportovních institucí, spolupráce na přípravách velkých mezinárodních kulturních a sportovních událostí, ochrana životního prostředí (boj proti znečištění ovzduší, proti nadměrnému hluku, šetření energií, podpora obnovitelných zdrojů energie, prevence proti záplavám). Métropole naopak nepřebírá kompetence v oblasti veřejné dopravy, která zůstává ve správě STIF a Société du Grand Paris.
Další pravomoci mohou obce přenést na métropole dobrovolně při shodě metropolitní rady a městských rad zastupujících více než polovinu obyvatelstva.
Ze strany státu budou na métropole přeneseny pravomoci v oblasti bytové výstavby (výstavba nových bytů, renovace starší zástavby).

## Fungování
Podle zákona zahájí métropole svou činnost 1. ledna 2016. Métropole du Grand Paris bude řízena radou metropole, ve které budou zasedat volení zástupci z každé obce (na každých 25 000 obyvatel připadá jeden radní). Výjimku má pouze Paříž, které má v radě metropole zajištěno 90 míst, které budou odrážet politické zastoupení v pařížské radě. Řádní členové mají celkem 337 míst, obce s opčním právem mají zajištěno až 68 míst podle počtu obyvatel z roku 2011.
Po ustavení métropole budou její radní zvoleni obecními radami. V obcích, které mají více zástupců, budou voleni poměrným volebním systémem. V roce 2020 mají proběhnout již řádné a přímé všeobecné volby, jejich podmínky musejí být zákonem stanoveny do 1. ledna 2017. Rada metropole bude mít svého předsedu a místopředsedu.
Vedle rady se minimálně jednou za rok musí sejít i shromáždění starostů, aby prodiskutovali plán a zprávu o činnosti métropole.
Métropole bude vybavena rozvojovou radou (conseil de développement) tvořenou zástupci z ekonomické, sociální a kulturní sféry. Jedná se o poradní orgán posuzující hlavní směřování métropole. O způsob její fungování rozhodne rada metropole.
Pro zajištění bezpečnosti a prevence kriminality vznikne bezpečnostní rada (conseil métropolitain de sécurité et de prévention de la délinquance), koordinující hlavní zásady v této oblasti na území métropole. V tomto směru bude spolupracovat s pařížskou policejní prefekturou a pařížskou hasičskou brigádou, které již dnes operují v oblasti Paříže i přilehlých departementech Hauts-de-Seine, Seine-Saint-Denis a Val-de-Marne.